# Кройдер, Петер
Пе́тер Кро́йдер (нем. Peter Kreuder, 18 августа 1905, Ахен — 28 июня 1981, Зальцбург) — немецкий и австрийский композитор, пианист и дирижёр. Автор более 4000 музыкальных произведений, известен главным образом как автор киномузыки (преимущественно популярных песен).

## Биография
Уже в возрасте 6 лет дал концерт произведений Моцарта на фортепиано в концертном зале Гюрцених в Кёльне. Учился в Мюнхене, Берлине и Гамбурге.
В 1930 г. впервые прозвучала его музыка к кинофильму — это был фильм «За красными стенами Лихтерфельде». После этого участвовал в написании музыки к прославленному фильму «Голубой ангел».
В начале 1930-х гг. его любовницей была певица Мария Лосева (Мэри Лоссефф).
В 1932 году вступил в нацистскую партию (членский билет 1.275.600), из которой вышел уже в 1934-м.
В годы Третьего рейха Кройдер сотрудничал с режимом, в частности, сочиняя пропагандистскую музыку — к фильму «Вчера и сегодня» (1938) Ханса Штайнхофа, марш берлинской группы СА «70 миллионов — один удар» на слова Х. Бекмана (после аншлюса песня переименована в «75 миллионов», а её текст полностью переписан) и др. Весьма широкую известность получил его шлягер «Musik, Musik, Musik» (известный по первой строке припева «Не нужны мне миллионы», нем. Ich brauche keine Millionen) в исполнении Марики Рёкк. В годы войны сочинял развлекательную музыку с элементами джаза, в которой часто использовался саксофон, не приветствовавшийся нацистской пропагандой.
В 1939 г. эмигрировал в Швецию, однако уже в 1941 г. был вынужден вернуться под угрозой помещения его родственников в концлагерь. Осенью 1943 г. отказался проводить концерты в Рейнланде, особенно сильно подвергавшемся бомбардировкам, из-за чего попал в немилость у властей. Несмотря на это, по-прежнему писал музыку к фильмам, не был исключён из Имперской музыкальной палаты и не был отправлен на фронт «в воспитательных целях», как нацисты поступили со многими другими опальными деятелями искусства. Большой популярностью пользовалась его песня «Auf all meinen Wegen» из фильма «Es lebe die Liebe» (1944), где она впервые прозвучала в исполнении Йоханнеса Хестерса и Лиззи Вальдмюллер.
После войны продолжал пользоваться популярностью, в частности, вышел ряд пластинок с записями его выступлений на фортепиано.
Написал мюзиклы для Цары Леандер (Lady aus Paris и Madame Scandaleuse) и Йоханнеса Хестерса (Bel Ami). Во время мирового турне с Жозефиной Бейкер посетил 4 континента. Его последний мюзикл, Lola Montez, был впервые исполнен лишь в 2003 году.
В 1945 г. получил австрийское гражданство, сохранив немецкое.
Похоронен на Восточном кладбище в Мюнхене (могила № 55-19-2).